# Złamana obietnica
Złamana obietnica (ang. Broken Promises: Taking Emily Back) to amerykański telewizyjny dramat psychologiczny zrealizowany w 1993 roku.

## Opis fabuły
Pam Cheney (Cheryl Ladd) i jej mąż Sean (Robert Desiderio), postanawiają adoptować dziecko, gdyż Pam nie może zostać matką. Aby obejść biurokratyczne komplikacje, zwracają się do pokątnego adwokata, który zapoznaje ich z bezdomnym małżeństwem. Lily (Kathleen Wilhoite) i Gary Ward (Ted Levine) sprzedają "na próbę" swą małą córeczkę Emily (Amanda Braun) zamożnym Cheneyom. Pam jest zakochana w dziewczynce, która szybko asymiluje się u Cheney'ów. Wychodzi na jaw, że Emily jest już trzecim dzieckiem, które Wardowie oddali do adopcji. Ciężarna Lily, bez porozumienia z mężem, godzi się po porodzie oddać dziecko Elly (Polly Draper) i Terry'emu Sabin (D. David Morin), bezdzietnemu małżeństwu, którzy są przyjaciółmi Cheneyów. Lily nie wie, że Gary już wcześniej "sprzedał" nie narodzone dziecko. W szpitalu dochodzi do kłótni między Garym, Cheneyami i Terrym Sabinem. Ward dowiaduje się, że jego żona poddała się zabiegowi sterylizacji i jest to ich ostatnie dziecko.